# 佐久間賢祐
佐久間 賢祐（さくま けんゆう、1965年ー　）は、日本の仏教学者・僧侶。専門は、曹洞宗学・禅学・禅戒論。苫小牧駒澤大学元学長。宮城県出身。
1988年、駒澤大学仏教学部卒業。1993年、同大学院人文学研究科博士課程単位取得退学。1993年、曹洞宗宗学研究所研究員。1998年、苫小牧駒澤大学国際文化学部専任講師。2003年、同国際文化学部助教授。同学事課長・同教務課長を兼任。2007年、同国際文化学部准教授。2009年、同国際文化学部教授。2015年5月、苫小牧駒澤大学学長に就任。2017年3月、苫小牧駒澤大学学長を辞任。2019年苫小牧駒澤大学退職。宮城県龍泰寺住職。東北福祉大学仏教専修科講師。

## 著書
- 『ひろさちやの仏教なるほど百科』ひろさちや監修　分担執筆　世界文化社　1992年
- 『永平広録語彙索引』分担執筆　曹洞宗宗学研究所編集・発行　1997年
- 『ひろさちやの最新仏教なるほど百科』ひろさちや監修　分担執筆　世界文化社　1999年
- 『北海道発知恵の力仕事』苫小牧駒澤大学編　分担執筆　中西出版　2009年
- 『道元読み解き事典』大谷哲夫編　分担執筆　柏書房　2013年